# ماریو کوستا
ماریو کوستا (ایتالیایی: Mario Costa؛ ‏۳۰ مهٔ ۱۹۰۴ – ۲۲ اکتبر ۱۹۹۵) کارگردان فیلم، فیلم‌نامه‌نویس، تدوین‌گر و بازیگر اهل ایتالیا بود.
از فیلم‌ها یا مجموعه‌های تلویزیونی که وی در آن‌ها نقش داشته‌است، می‌توان به به‌خاطر تو مرتکب گناه شده‌ام، آرایشگر سویل، گلادیاتور رم و ترانه بهار اشاره نمود.